# Bisdom Saint Catharines
Het bisdom Saint Catharines (Latijn: Dioecesis Sanctae Catharinae in Ontario) is een rooms-katholiek bisdom met als zetel St. Catharines, in Canada. Het bisdom is suffragaan aan het aartsbisdom Toronto. 

## Geschiedenis
Het bisdom werd opgericht op 22 november 1958, uit delen van het bisdom Hamilton  en het aartsbisdom Toronto.

## Parochies
Het bisdom had in 2020 een oppervlakte van 3.158 km2 en telde 520.300 inwoners waarvan 35,3% rooms-katholiek was.

## Bisschoppen
- Thomas Joseph McCarthy (9 november 1958 - 7 juli 1978)
- Thomas Benjamin Fulton (7 juli 1978 - 2 februari 1994)
- John Aloysius O’Mara (2 februari 1994 - 9 november 2001)
- James Matthew Wingle (9 november 2001 - 7 april 2010)
- Gerard Paul Bergie (14 september 2010 - heden)

Toronto (aartsbisdom) · Hamilton · London · Saint Catharines · Thunder Bay